# Sarococcus undatus
Sarococcus undatus är en insektsart som beskrevs av Jennifer M. Cox 1987. Sarococcus undatus ingår i släktet Sarococcus och familjen ullsköldlöss. Inga underarter finns listade i Catalogue of Life.